# Лещата

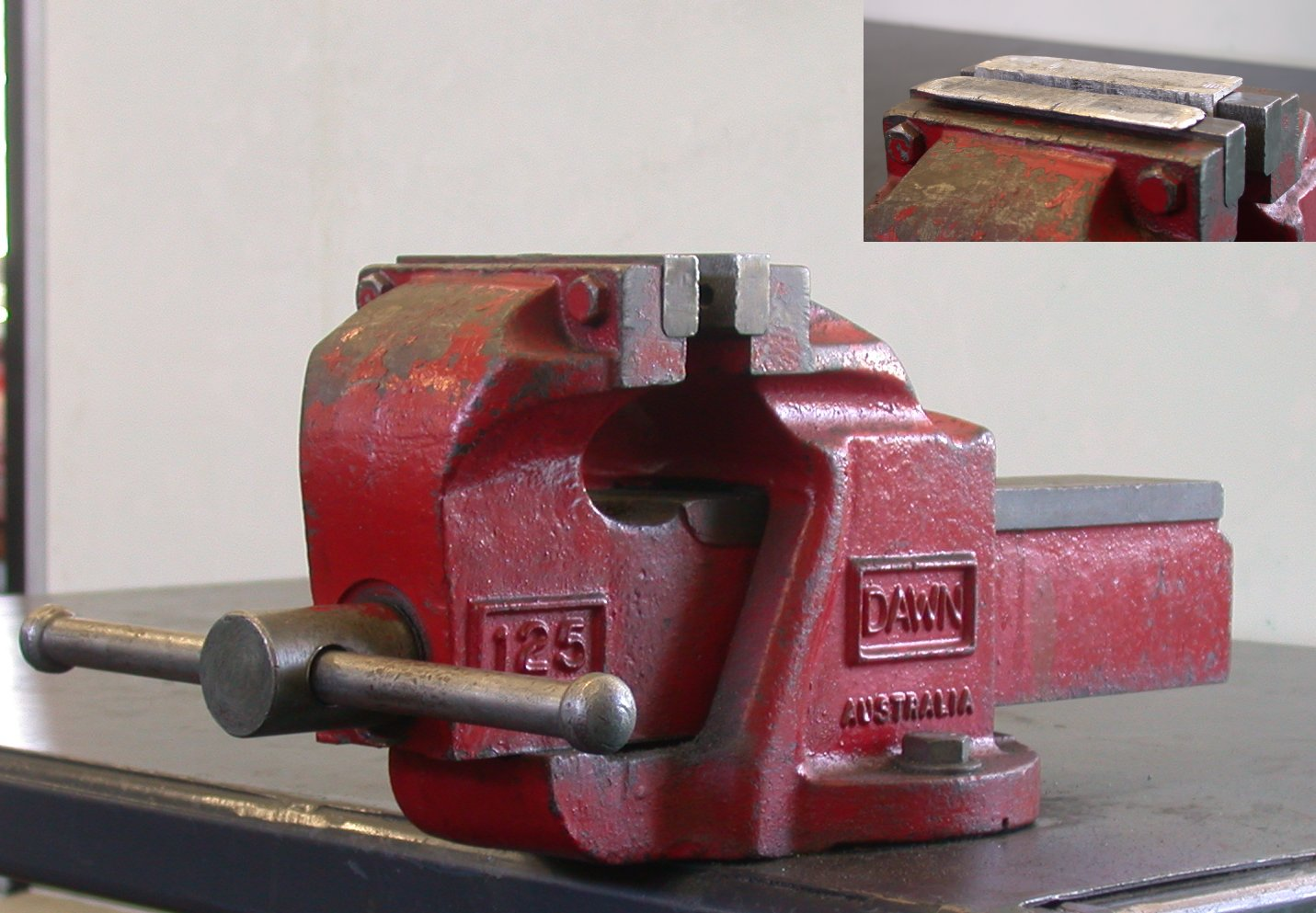
Слюсарні лещата з ручним приводом

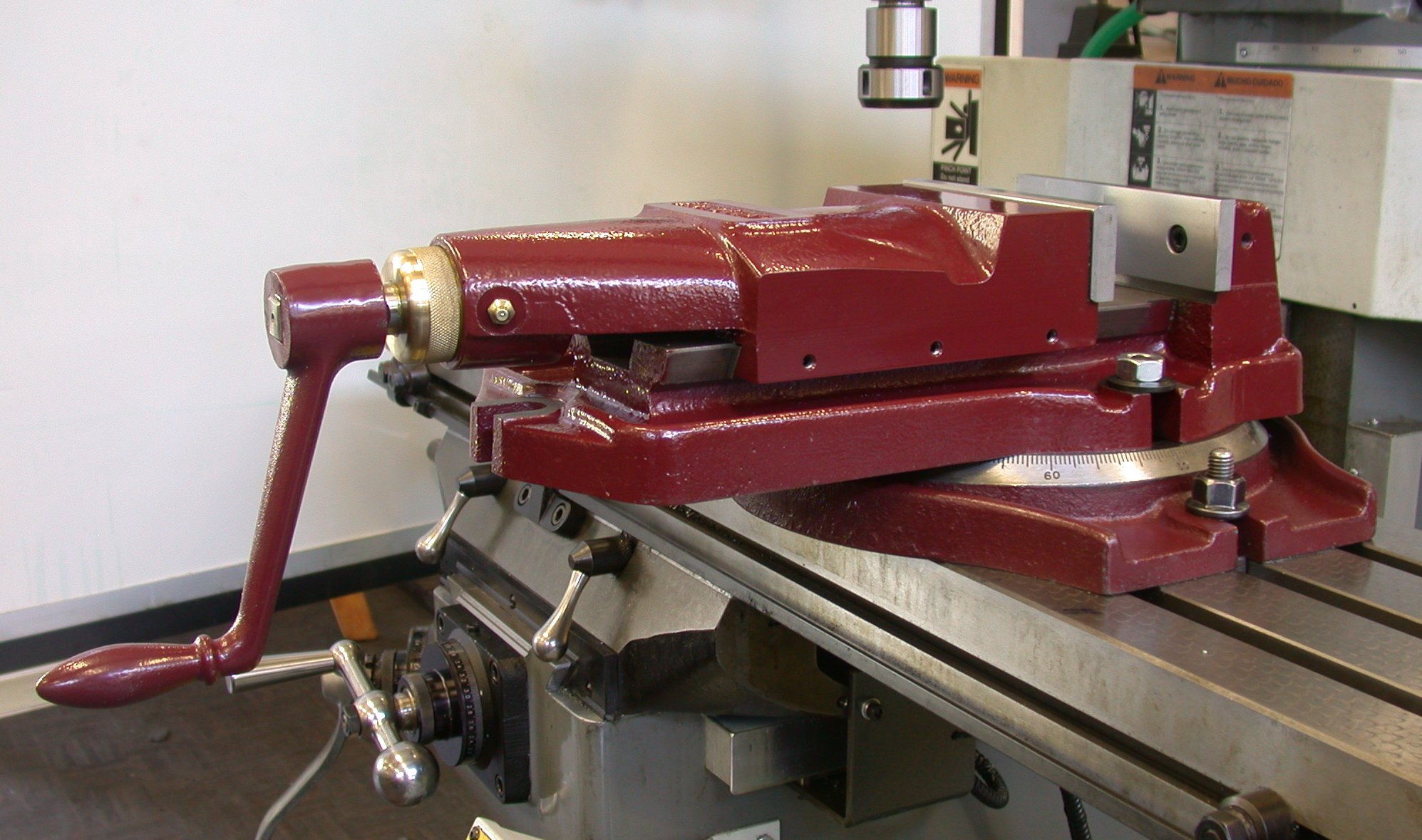
Машинні лещата з ручним приводом

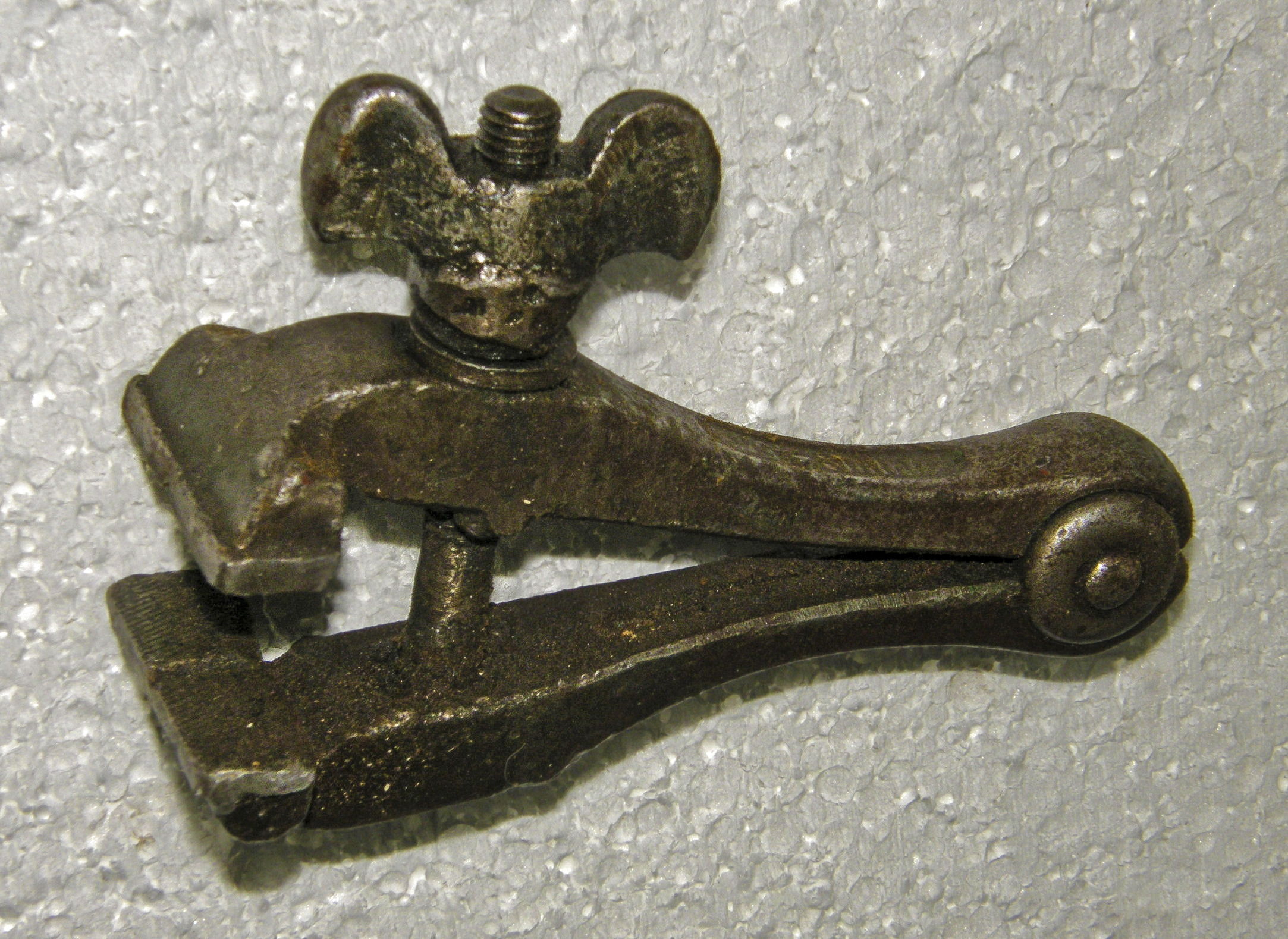
Ручні лещата шарнірного типу

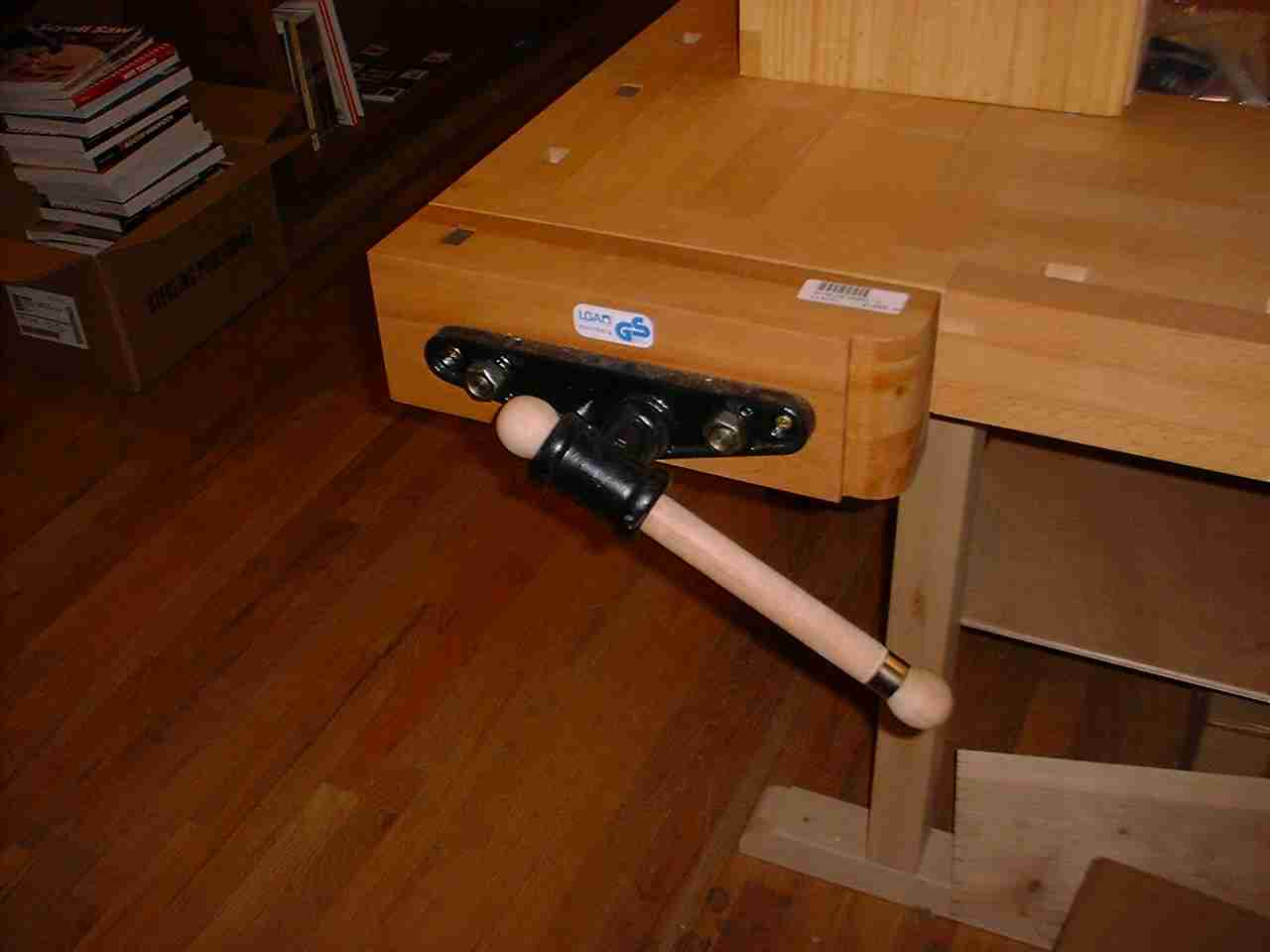
Столярні лещата (передні) у верстаку

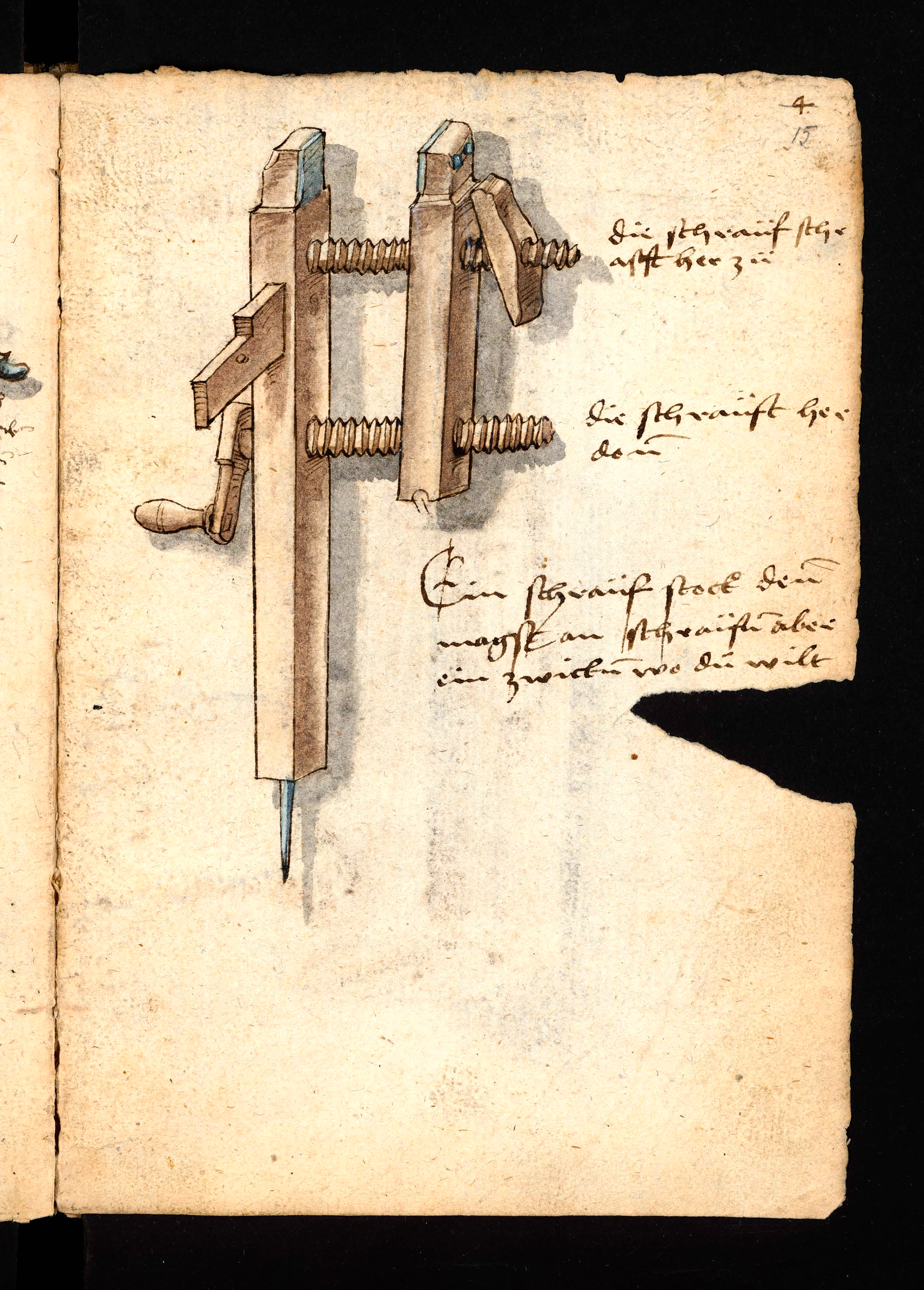
Дерев'яні лещата з Löffelholz-Codex, Нюрнберг, 1505 рік

Ле́ща́та (прасл. *leščatь, від *leskati — «ударяти», «розщепляти»; за іншими версіями, назва пов'язана з пол. kleszcze чи нім. Leiste — «брусок») — затискальний інструмент, переважно з гвинтовим механізмом, для встановлення та закріплення матеріалів і виробів для обробки. Складається із корпусу та двох лещатових губ, одна губа з яких зазвичай нерухома і виконана єдиною з корпусом, а інша рухома притискається до деталі, що закріплюється за допомогою гвинтового механізму.

### Історія слюсарних лещат
Прообразом лещат були ковальські кліщі (у діалектах їх можуть називати «лещатами»), на які для постійного утримування надягали сталеве кільце (шпандир). Необхідність постійного затискання оброблюваної деталі привела до винайдення лещат з гвинтом. Перші гвинти для лещат за відсутності верстатів робили вручну, рубали зубилом та допилювали напилками.

## Види лещат
Розрізняють лещата:
- ручні[3] (шарнірні, з конічним кріпленням і пружинні), котрі при застосуванні утримуються в руках;
- слюсарні (настільні)[4], що закріплюється до слюсарного верстака;
- верстатні з ручним чи механізованим (пневматичним або гідравлічним) затискним механізмом[5], та встановлюються як слюсарних верстаках так і на металообробних верстатах (свердлильних, фрезерних тощо);
- столярні (передні та задні — як частина столярного верстака).

Ручні, слюсарні та верстатні лещата виготовляють металевими (корпусні деталі з чавуну СЧ20 або сталей 45, 45Л, ходові гвинти із сталі 45Х, гайки з чавуну СЧ30 або бронзи БрО5Ц5С5, накладки притискних губок з інструментальної сталі У7, У8) столярні лещата — дерев'яними.